# Colonia San Pedro, Michoacán de Ocampo
Colonia San Pedro är en ort i Mexiko.   Den ligger i kommunen Jungapeo och delstaten Michoacán de Ocampo, i den södra delen av landet, 140 km väster om huvudstaden Mexico City. Colonia San Pedro ligger 1 406 meter över havet och antalet invånare är 138.
Terrängen runt Colonia San Pedro är huvudsakligen lite bergig. Colonia San Pedro ligger nere i en dal. Runt Colonia San Pedro är det ganska tätbefolkat, med 139 invånare per kvadratkilometer. Närmaste större samhälle är Heróica Zitácuaro, 14,0 km öster om Colonia San Pedro. I omgivningarna runt Colonia San Pedro växer huvudsakligen savannskog.